# Kojh
En la mitología selknam, Kojh, Kó'ox o Kox es el howenh del mar. Es considerado como el howenh más poderoso que haya existido.

## Mitología

### Su familia
La mujer de Kojh, quien era hermana de Shenrr, tuvo muchas hijas, las ballenas. Kojh creó grandes océanos para salvar a sus hijas de ser devoradas por sus enemigos. Cuando Kojh creó las grandes aguas, “llevó en sus brazos a sus hijas y las liberó en una orilla, esperando que viviesen en paz para siempre”. Según otra versión del mito señala que el Estrecho de Le Maire era una laguna y que Kojh lo abrió para que sus hijas pudiesen huir del enemigo que las perseguía.

### Combate contra Shenrr

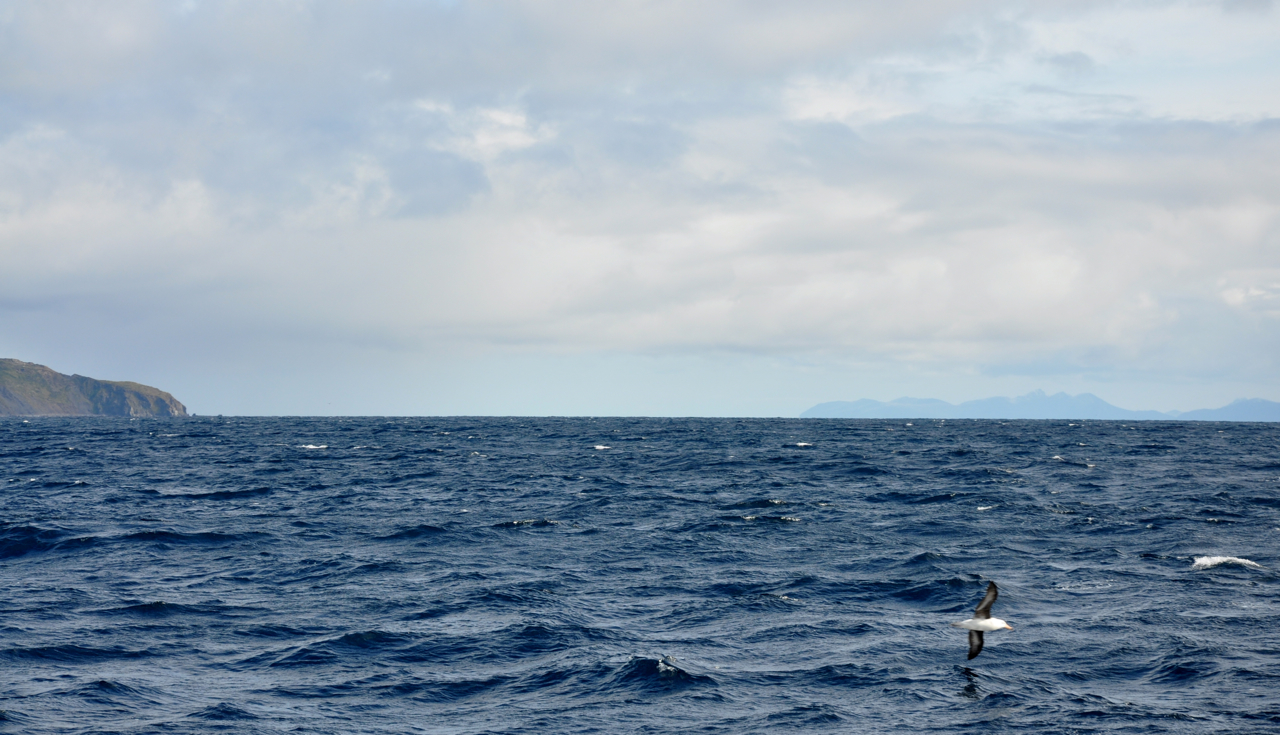
Estrecho de Le Maire.

Cuenta el mito que Shenrr, howenh del viento y Kojh, howenh del mar, combatieron en el Estrecho de Le Maire. Producto de esta lucha, se produjo una gran tormenta. En aquel combate, Shenrr venció a Kojh. Para vengarse, Kojh hizo que en el mismo lugar se enfrentaran dos poderes femenino, procedentes del Oeste y del Norte, respectivamente, al igual que los dos poderosos howenh. En esta ocasión Norte atrapó al Oeste haciéndola estallar. Según el mito, la sangre del Oeste fue derramada sobre la tierra, desde el Estrecho de Le Maire, hasta el Rio Irigoyen. Debido a esto, el agua de los ríos y arroyos de este sector de la Isla Grande de Tierra del Fuego adquirieron su característico color rojizo.

### El diluvio
Si bien el mito sobre la gran inundación en Tierra del Fuego no ha podido ser atribuido a ciencia cierta a alguna entidad en específico, parece ser muy probable que sea obra de Kojh, el más poderoso de los howenh.
Cuenta el mito que en una era remota hubo una gran inundación que cubrió toda la tierra, hasta el punto de cubrir incluso las montañas. Para salvarse,algunas personas se convirtieron en leones marinos o aves.
Se piensa que la gran inundación ocurrió porque los howenh no vigilaron el agua que se aproximaba. Posteriormente, una inundación similar estuvo a punto de suceder, pero en aquella ocasión, los grandes howenh se percataron a tiempo y, sumando sus fuerzas, consiguieron evitar un nuevo diluvio.